# Kluwih (Tulakan)
Kluwih is een bestuurslaag in het regentschap Pacitan van de provincie Oost-Java, Indonesië. Kluwih telt 2092 inwoners (volkstelling 2010).